# Amassama
Amassama – miasto w Nigerii, w stanie Bayelsa. Według danych szacunkowych na rok 2009 liczy 4 468 mieszkańców.